# Casa mia (Totò)
Casa mia è il titolo di un brano musicale, scritto e musicato da Totò, nel 1951, poi portato al successo da Giacomo Rondinella (Fonit 13823), venne inserito nella colonna sonora del film Dov'è la libertà...? (1954) di Roberto Rossellini, interpretato da Totò e da quella che, solo qualche mese più tardi, sarebbe divenuta la sua compagna di vita, Franca Faldini.

## Descrizione
Coerente al contesto presentato nella trama cinematografica, la canzone è cantata da Rondinella, nella parte di un galeotto-artista un po' smemorato, aiutato da un suggeritore improvvisato, l'amico Salvatore Lo Jacono (Totò). L'episodio dà l'opportunità a Totò di dar vita a una scenetta, allo stesso tempo, garbata e dal forte tasso comico.
Tra le prime incisioni discografiche di Casa mia, l'interpretazione di Nino Marletti (Fonit 13700), accompagnato dall'orchestra diretta da Alfredo Giannini, accanto alle versioni musicali di voci note, da Franco Ricci a Lino Mattera, e, più recentemente (1999) per WMG, da Ida Rendano.
Negli anni '80, Vincenzo Mollica ha incluso questa canzone, nella versione di Rondinella, nella tripla antologia storica Le canzoni di Totò vol. 2 (CGD 2292 46307-1), pubblicata dalla Compagnia Generale del Disco, in collaborazione con la Fonit Cetra, all'interno della collana Palcoscenico, come brano d'apertura del lato A del primo disco.